# Языки Джерси
В Джерси, коронном владении в Нормандских островах, двумя официальными языками являются английский и французский. Кроме того, в Джерси распространён джерийский диалект нормандского языка, который являлся доминирующим языком, однако за последние столетия его использование, также как и французского, резко сократилось.

## Английский язык
Сейчас английский язык является доминирующим в Нормандских островах и стал официальным языком Джерси после дебатов в джерсийском парламенте, состоявшихся 2 февраля 1990 года. Всего на английском говорит 87 000 человек (94,6 % населения Джерси, англичанами по происхождению являются 20 % населения).

## Французский язык
Французский язык используется в качестве официального административного языка в ряде формальностей. Последняя франкоязычная газета в Джерси, Les Chroniques de Jersey, закрылась в конце 1959 года.

## Нормандский язык
Джерсийский диалект нормандского языка, также известный как «Джерсийский нормандский французский язык», сейчас употребляется приблизительно 2 600 жителей Джерси. Также для 20 жителей Джерси родным является саркский диалект нормандского языка.

## Португальский язык
6,4 % населения острова составляют португальские иммигранты, которые используют португальский язык.